# Hypocacculus vlasovi
Hypocacculus vlasovi är en skalbaggsart som beskrevs av Kryzhanovskij 1966. Hypocacculus vlasovi ingår i släktet Hypocacculus och familjen stumpbaggar. Inga underarter finns listade i Catalogue of Life.